# Erepsia pillansii
Erepsia pillansii es una especie de planta suculenta perteneciente a la familia de las aizoáceas.  Es originaria de Sudáfrica.

## Descripción
Es una planta suculenta perennifolia con un tamaño que alcanza los 80 cm de altura a una altitud de 500 - 1000 metros en Sudáfrica.

## Taxonomía
Erepsia pillansii fue descrito por (Kensit) Liede y publicado en Beitrage zur Biologie der Pflanzen 64(3): 471. 1990.
Sinonimia
- Mesembryanthemum pillansii Kensit (1908) basónimo
- Kensitia pillansii (Kensit) Fedde[2][3]